# Max Hirsch
Maximilian Justice "Max" Hirsch, född 12 juli 1880, död 3 april 1969, var en amerikansk galopptränare, invald i National Museum of Racing and Hall of Fame.
Hirsch föddes i Fredericksburg, Texas, och uppfostrades som romersk-katolsk. Han blev en av de mest framgångsrika tränarna i galoppsportens historia . Han tillbringade en del av sina uppväxtår med att arbeta som hästskötare och jockey på Morris Ranch i Gillespie County, Texas. Hirsch red hästar för en hel del olika ägare, men är mest känd för sitt arbete med King Ranch, som han arbetade för från 1930-talet fram till sin död 1969.
Den första champion som Hirsch tränade var Sarazen, som kom att väljas in i Hall of Fame, och få utmärkelsen American Horse of the Year 1924 och 1925.
Hirsch vann den första av sina fyra Belmont Stakes 1928 med Vito. 1936 vann han Kentucky Derby och Preakness Stakes med Bold Venture och 1946 lyckades han vinna Triple Crown med Bold Ventures avkomma, hingsten Assault. 1950 vann Hirsch sitt tredje Kentucky Derby med en annan son till Bold Venture, Middleground, som även vann Belmont Stakes.
Max Hirsch valdes in i National Museum of Racing and Hall of Fame 1959. Han dog den 3 april 1969 på Jewish General Hospital på Long Island, New York och begravdes bredvid sin fru, Katherine Josephine Clare (1888-1941), på Cemetery of the Holy Rood i Westbury, Long Island.
Hans son, Buddy, blev även han galopptränare, och valdes även in i Hall of Fame.

## Fortsatt läsning
- Texas Sports Hall of Fame article on Max Hirsch and the International Special No.3
- Max Hirsch at the United States' National Museum of Racing and Hall of Fame
- Bowen, Edward L. Masters of the Turf: Ten Trainers Who Dominated Horse Racing's Golden Age (2007) Eclipse Press (ISBN 978-1581501490)